# センチネル (お笑いコンビ)
センチネルは、日本のお笑いコンビ。太田プロダクション所属。

## 概要
東京にあるNSC以外の養成所の成績優秀者を集めた若手ライブ「若気の至り」で知り合い、コンビ結成。2021年には、第42回ABCお笑いグランプリで最終予選に進出。翌年の2022年には、『ゴッドタン』の企画・この若手知ってんのか2022ランキングの 『今のバラエティで売れそうな芸人部門』の1位となっている。また、漫才の他にコントも演じ、キングオブコントでは2022年から2年連続で準々決勝まで進出した。翌年の2023年には、太田プロダクションの事務所ライブである「月笑」で初出場ながら優勝を果たす。2024年にはマイナビ Laughter Nightで月間チャンピオンに輝き、年末に開催されるチャンピオンLIVEへの出場を決めた。

## メンバー
トミサット（1993年4月13日（32歳）- ）
ボケ担当。本名は、富里 恵士（とみさと けいし）。
東京都八王子市出身。日本人とウガンダ人の間に生まれたハーフ。家族全員英語を話せるが、トミサットだけ話せない。
父の村と実家がゴリラに乗っ取られたことがある。
かつては木津徳大とコンビ「シンテンチ」を組み、養成所を首席卒業。ABCお笑いグランプリの最終予選や、おもしろ荘の決勝に進出経験がある。
牛角のバイトリーダーとして働き、七輪を1分間に2個つけ怪物と称されていた。
ホセ（豆鉄砲）、コモダドラゴン（ポテトカレッジ）とルームシェアをしていたが、2024年3月に火事で全焼した。

大誠（たいせい、1993年11月25日（31歳）- ）
ツッコミ担当。本名は、齋藤 大誠（さいとう たいせい）。
埼玉県出身、獨協埼玉高校卒業・法政大学中退。
身長182 cm、体重115 kgと大柄な体型。
ワタナベコメディスクール26期出身で、かつてはコンビ「イチバンニバン」「ブルースタンバリン」として活動。大学のお笑いサークルには入らず、高校時代の友人とコンビを組んでインディーズライブに出ていた。
趣味はラグビーで、埼玉県高校選抜のキャプテンに抜擢されたことがある。

## 芸風
主に漫才。ハーフを前面に押し出した芸風ではないが、トミサットは他のハーフ芸人をくまなくチェックしている。ゴッドタン内では"センス系の芸人”ぶりたいトミサットと、ズレを指摘する大誠による巧みなしゃべくり漫才を演じ、矢作兼（おぎやはぎ）から 「顔がスゴイね｣ と表情の面白さも褒められた。

## 賞レース戦歴

### M-1グランプリ
| 年度             | 結果      | エントリー No. | 会場                   | 日程     | 備考         |
| ---------------- | --------- | -------------- | ---------------------- | -------- | ------------ |
| 2020年（第16回） | 2回戦進出 | 2373           | よしもと有楽町シアター | 11月4日  |              |
| 2021年（第17回） | 2回戦進出 | 3237           | 雷5656会館ときわホール | 10月15日 |              |
| 2022年（第18回） | 2回戦進出 | 4369           | 雷5656会館ときわホール | 10月19日 | 1回戦1位通過 |
| 2023年（第19回） | 3回戦進出 | 5878           | KANDA SQUARE HALL      | 11月8日  | 1回戦1位通過 |
| 2024年（第20回） | 3回戦進出 | 3103           | KANDA SQUARE HALL      | 11月6日  | 1回戦1位通過 |
| 2025年（第21回） | 2回戦進出 | 1943           |                        |          |              |

### キングオブコント
- 2022年 準々決勝進出
- 2023年 準々決勝進出
- 2024年 準々決勝進出
- 2025年 準々決勝進出

### その他賞レース
- 2021年 第42回ABCお笑いグランプリ - 最終予選進出
- 2022年 第43回ABCお笑いグランプリ - 最終予選進出
- 2022年 太田プロライブ「月笑」 - 年間6位タイ[22]
- 2023年 決戦!お笑い有楽城 - 決勝戦進出[23]
- 2023年 30-1グランプリ - 決勝戦進出[24]
- 2023年 第5回 たけしが認めた若手芸人ビートたけし杯『お笑い日本一』 - 決勝戦進出[25]
- 2023年 ナルゲキNEXT最強決定戦 - 優勝[26]
- 2023年 ふるさと-1グランプリ2023 決勝進出[27]
- 2023年 太田プロライブ「月笑」 - 優勝
- 2023年 出囃子大賞典 - 優勝
- 2024年 第6回 たけしが認めた若手芸人ビートたけし杯『お笑い日本一』 - 決勝戦進出
- 2024年 第3回 のむシリカPresents お笑いJACKPOT - 準優勝
- 2024年 第4回 のむシリカPresents お笑いJACKPOT - 準優勝
- 2024年 マイナビ Laughter Night - 月間チャンピオン
- 2024年 ツギクル芸人グランプリ - 決勝進出
- 2024年 第6回 のむシリカPresents お笑いJACKPOT 優勝
- 2025年 ダブルインパクト 準々決勝進出
- 2025年 第46回ABCお笑いグランプリ - 決勝進出

## 出演

### テレビ

#### 過去にレギュラー出演した番組
- ハチミツ!!（2023年4月 -  フジテレビ）

その他の出演番組
- ゴッドタン（2022年6月25日 - テレビ東京） - この若手知ってんのか2022ランキング（コンビ[4]）
- 最初はパー（2022年10月 - テレビ朝日）- オコチャ役(トミサット)
- よるのブランチ（2022年11月2日 - 東京放送） - 未来のスターを探せ!サキドリ芸人SHOW内。
- ネタパレ（2023年2月10日 - フジテレビ）- ニュースター勝ち抜きパレード内。
- 水曜日のダウンタウン（2023年4月12日 - 東京放送） -30-1グランプリ2023内。
- THE CONTEへの道（2023年7月29日 - フジテレビ）
- ぴったり　にちようチャップリン（2023年4月1日 - テレビ東京）
- ポケットモンスター（2023年4月7日 - テレビ東京）- ポケモンしらべ隊内にて
- 有吉ベース（2023年9月5日 - フジテレビONE）
- オールスター後夜祭（2024年4月6日、10月6日、2025年3月29日 - 東京放送）
- カンニング竹山のイチバン研究所（2024年6月1日 - TOKYO MX）
- 有吉の壁「ゴールデンの壁を越えろ!若手予選会2024」（2024年6月15日 - 日本テレビ）
- わらたまドッカ〜ン（2024年5月16日 - NHK）
- 笑神様は突然に…（2024年8月25日、2025年1月19日 - 日本テレビ）
- THE MANZAI 2024 プレマスターズ（2024年12月7日 - フジテレビ）
- ネタポン3（2025年3月26日 - CSテレ朝チャンネル）
- さんまのお笑い向上委員会（2025年5月12日、フジテレビ）※トミサットのみ

### ラジオ

#### 現在レギュラー出演中の番組
- 土田晃之 日曜のへそ（2023年5月7日 - ニッポン放送[28]） - 大誠のみ

#### 過去にレギュラー出演した番組
- センチネルのラジオ＆ピース（GERA）
- 七転八起～Never give up～（2024年10月6日 - NACK5） - 大誠のみ
- センチネルの話チネル（stand.fm）- コンビ[29]
- センチネルのピチピチなラジオ（Audee - コンビ）

過去に出演した番組
- 大竹まことゴールデンラジオ（2023年1月5日 - 文化放送[30]）
- タイムちゃん（FM FUJI）
- マシンガンズのあなたと働きタイミー（2024年10月22日 - 文化放送）
- 宮下草薙の30分（文化放送）
- 太田プロ・ネクストブレイク大集合!初笑いスペシャル（2024年1月3日（水） - ニッポン放送[31]）
- マイナビ Laughter Night（TBSラジオ）

### インターネットテレビ

#### 過去に出演した番組
- チャンスの時間（2025年3月30日、7月27日 - ABEMA）

### ライブ
- as soon as～出囃子が絶対売れると思った芸人を呼ぶライブ～（2023年7月2日 - 東京・なかの芸能小劇場[32]）
- マイノリティ（2023年6月19日 - 武蔵野芸能劇場[33]）
- 牛女 no VALE TUDO.9（2023年3月6日 - EBISU BATICA[34]）
- ナルゲキ最強決定戦（2022年9月14日 - 西新宿ナルゲキ[35]）
- バトルライブ『若武者第百四十陣』（2023年8月20日 - 西新宿ナルゲキ[36]）
- 「24時間テレビ」チャリティーライブ（2023年8月27日 - 万代シテイ[37]）
- ピンスポ ～もし○○が冠番組を持ったら～（2023年10月9日 - 中野シアター）
- 風穴きてるズ～上京半年報告会～（2024年8月3日 - シアターマーキュリー新宿）
- 僕らの話（2024年9月23日 - シアターミネルヴァ（トミサットのみ））
- 年忘れ二日連続スペシャルネタLIVE ～2日で50組!!～（2024年12月27日 - 座・高円寺2）
- サノフェス2025“新派”（2025年1月8日 - CLUB CITTA’）
- ポテトカレッジ単独ライブ～完全燃焼～（2025年3月17日 - 品川区きゅりあん 大ホール（トミサットのみ）)
- タイタンライブ（2025年4月18日 - 時事通信ホール）